# Sonja Böhm
Sonja Böhm (* 27. Juni 1978 in Mainz) ist eine deutsche Juristin. Sie ist seit Januar 2023 Richterin am Bundesgerichtshof.

## Leben und Wirken
Böhm trat nach Abschluss ihrer juristischen Ausbildung im April 2005 in den Justizdienst des Landes Rheinland-Pfalz ein und war zunächst bei dem Amtsgericht Worms, dem Amtsgericht Alzey, dem Landgericht Mainz und im Ministerium der Justiz des Landes Rheinland-Pfalz tätig. Während ihrer Tätigkeit im Ministerium der Justiz wurde sie im Februar 2009 zur Richterin am Landgericht Bad Kreuznach ernannt, verblieb aber zunächst im Ministerium. Von Januar 2010 bis Dezember 2012 war sie an den Bundesgerichtshof als wissenschaftliche Mitarbeiterin abgeordnet. 2013 wechselte Böhm zunächst im Wege der Abordnung und im Januar 2014 endgültig als Richterin am Landgericht Lüneburg in den Justizdienst des Landes Niedersachsen. Im Januar 2017 wurde sie bei dem Oberlandesgericht Celle zur Richterin am Oberlandesgericht ernannt. Böhm ist promoviert.
Mit der Ernennung zur Richterin am Bundesgerichtshof ab Januar 2023 wies das Präsidium Böhm dem VIII. Zivilsenat zu, der vornehmlich für das Kauf-, Leasing- und Wohnraummietrecht zuständig ist.